# Heather Doerksen
Heather Doerksen, née le 12 février 1980, est une actrice canadienne.

## Filmographie

### Cinéma

#### Courts métrages
- 2006 : Last Day : Heather
- 2008 : Holly Hobbie and Friends: Fabulous Fashion Show (vidéo) : tante Jessie (voix)
- 2009 : Holly Hobbie and Friends: Marvelous Makeover (vidéo) : tante Jessie / Coach (voix)
- 2009 : Latte America : officier Folger
- 2011 : Alchemy and Other Imperfections : Lead Woman
- 2013 : The BFF Club : Rachel

#### Longs métrages
- 2006 : Le Journal de Barbie (Barbie Diaries) (vidéo) : Stephanie (voix)
- 2006 : Le Cahier de la Mort (Death Note) : Kiyomi Takada (voix)
- 2007 : Charlie, les filles lui disent merci (Good Luck Chuck) : femme dans l'avion
- 2008 : The Eye : femme malade
- 2008 : Barbie et le Palais de diamant (Barbie and the Diamond Castle) (vidéo) : Phaedra / serveuse (voix)
- 2008 : Le Jour où la Terre s'arrêta (The Day the Earth Stood Still) : assistante de Regina
- 2009 : Les Intrus (The Uninvited) : Mildred
- 2010 : Marmaduke : Jessica
- 2011 : King Rising 2: les deux mondes  (In the Name of the King: Two Worlds) : Dunyana
- 2012 : Ambrosia : Sarah
- 2012 : La Cabane dans les bois (The Cabin in the Woods) : comptable
- 2012 : Indie Jonesing : Charlene
- 2013 : Pacific Rim : lieutenant Sasha Kaidanovsky
- 2014 : Big Eyes : femme bavarde #1
- 2015 : Hidden : Jillian
- 2017 : Welcome to the Circle de David Fowler : Lotus Cloud

### Télévision

#### Téléfilms
- 2008 : Death Note Rewrite: L o Tsugu Mono : Kiyomi Takada (voix, non-créditée)
- 2008 : Le Trésor perdu du Grand Canyon (The Lost Treasure of the Grand Canyon) : Hildy Wainwright
- 2009 : Une vie en danger : Jury Foreman
- 2009 : The Farm : Tootsie Freed
- 2010 : La Double Vie de Samantha (The Client List) : Tanya
- 2010 : Le Garçon qui criait au loup de Eric Bross : coach assistant
- 2011 : 17th Precinct : Samantha Shetland
- 2012 : 23 ans d'absence (Abducted: The Carlina White Story) : agent Thompson
- 2012 : L'Homme qui n'aimait pas Noël (Anything But Christmas) : Charlene Davis
- 2014 : The New Yoda Chronicles: Escape from the Jedi Temple : princesse Leïa (voix)
- 2014 : The New Yoda Chronicles: Race for the Holocrons : princesse Leïa (voix)
- 2014 : The New Yoda Chronicles: Raid on Coruscant : princesse Leïa (voix)
- 2014 : The New Yoda Chronicles: Clash of the Skywalkers : princesse Leïa (voix)
- 2015 : Une maison pour deux : Casey
- 2016 : All Things Valentine : Hannah

#### Séries télévisées
- 2005 - 2008 : The L Word : 
  - (saison 2, épisode 11 : Libres et fières) : femme avec le presse-papiers
  - (saison 3, épisode 02 : Long Week-End) : serveuse
  - (saison 5, épisode 03 : Lady à l'Eau) : Karen
- 2005 - 2008 : Smallville :
  - (saison 4, épisode 19 : Amnésie) : Isis, la réceptionniste
  - (saison 6, épisode 22 : Révélation) : assistante de Martha
  - (saison 7, épisode 06 : Le Cristal) : Isis, la réceptionniste
  - (saison 7, épisode 11 : Le Cri) : Isis, la réceptionniste
- 2005 - 2008 : Stargate Atlantis (6 épisodes) : capitaine Pat Meyers
- 2005 - 2008 : Battlestar Galactica : sergent Brandy Harder
  - (saison 2, épisode 04 : Résistance)
  - (saison 4, épisode 01 : Celui qui croit en moi)
  - (saison 4, épisode 04 : La Fuite)
  - (saison 4, épisode 10 : Otages en danger)
- 2006 : Blade (Blade: The Series) (saison 1, épisode 01 : Le Clan de Chton) : Kat
- 2006 : Kyle XY (saison 1, épisode 04 : Innocence perdue) : Mme Preston
- 2006 : Nana : 
  - (saison 1, épisode 13 : Les Larmes de Sachiko, la détermination de Shōji) : Mme Sakagami (voix, non-créditée)
  - (saison 1, épisode 17 : Trapnest, Live) : Ms. Sakagami / Nao (voix)
- 2006 : Three Moons Over Milford (en) (saison 1, épisode 07 : Confessions of a Dangerous Moon) : Bonnie Fitzgerald
- 2007 : Supernatural (saison 2, épisode 13 : Ange ou Démon) : Gloria Sidnick
- 2007 : Death Note: Desu nôto (6 épisodes) : Kiyomi Takada
- 2007 : Fallen (mini-série) : Susie
  - (saison 1, épisode 01 : Le Néphilim)
  - (saison 1, épisode 02 : Le Rédempteur)
- 2007 : Bionic Woman : mère
  - (saison 1, épisode 00 : pilote non-diffusé)
  - (saison 1, épisode 01 : Dans la peau d'une autre)
- 2007 : Conspiracy (saison 1, épisode 01 : Pilot) : J.D. Stone
- 2009 : Le Diable et moi (Reaper) (saison 2, épisode 05 : Touchez pas au bébé) : Tracy
- 2009 : La Prophétie de l'oracle (en) (Knights of Bloodsteel) (mini-série) : Orion
- 2009 : Eureka (saison 3, épisode 14 : Le Vaisseau du savoir) : femme #2
- 2010 - 2011 : Fringe : major Warner
  - (saison 2, épisode 21 : De l'autre côté – 1re partie)
  - (saison 2, épisode 22 : De l'autre côté – 2e partie)
  - (saison 3, épisode 18 : La Lignée)
  - (saison 3, épisode 20 : Résonances)
- 2012 : True Justice (saison 2, épisode 13 : Tir longue distance) : Veronica
- 2013 : Package Deal (saison 1, épisode 10 : Big Brothers) : Laura
- 2013 : Ultimate Wolverine vs. Hulk (mini-série) (7 épisodes) : Betty Ross / She-Hulk
- 2013 - 2014 : Once Upon a Time in Wonderland : Sarah
  - (saison 1, épisode 06 : Qui est Alice ?)
  - (saison 1, épisode 07 : Les Liens du sang)
  - (saison 1, épisode 13 : Tout est bien qui finit bien)
- 2014 : Wolverine vs. Sabretooth (mini-série) (6 épisodes) : Emma Frost / Psylocke / Silver Fox / ...
- 2014 : Eternals (mini-série) (10 épisodes) : Abi / Zeebee / Mimi / ...
- 2015 : Impastor (saison 1, épisode 04 : Thou Shalt Not Steal) : Charlotte Nelson
- 2015 : Lego Star Wars : Les Contes des Droïdes (Lego Star Wars: Droid Tales) :
  - (saison 1, épisode 01 : Adieu Endor) : princesse Leia / Shmi Skywalker (voix)
  - (saison 1, épisode 03 : Mission à Mos Eisley) : princesse Leia (voix)
  - (saison 1, épisode 04 : Le Vol du Faucon) : princesse Leia (voix)
  - (saison 1, épisode 05 : Affrontement sur Géonosis) : princesse Leia / Mon Mothma (voix)
- 2015 - 2022 : Ninjago (Ninjago: Masters of Spinjitzu) (33 épisodes) : Skylor Chen (voix)
- 2016 : Lego Elves (en) : Ragana (voix)
  - (saison 1, épisode 02 : Dragons to Save, Time to Be Brave - Part 1)
  - (saison 1, épisode 03 : Dragons to Save, Time to Be Brave - Part 2)
- 2018 : Les Nouvelles Aventures de Sabrina (Chilling Adventures of Sabrina) (1 épisode) : Gryla

### Jeu vidéo
- 2010 : Dead Rising 2 : Amber Bailey / survivants (voix)
- 2010 : Dead Rising 2: Case West : survivants (voix)
- 2011 : Dead Rising 2: Off the Record : Amber Bailey / survivants (voix)